# Chitina (Alaska)
Chitina es un lugar designado por el censo situado en el área censal de Valdez–Cordova en el estado estadounidense de Alaska. Según el censo de 2010 tenía una población de 126 habitantes.

## Demografía
Según el censo de 2010, Chitina tenía una población en la que el 64,3% eran blancos, 0,0% afroamericanos, 19,8% amerindios, 0,0% asiáticos, 0,0% isleños del Pacífico, el 0,0% de otras razas, y el 15,9% pertenecían a dos o más razas. Del total de la población el 2,4% eran hispanos o latinos de cualquier raza.

## Localidades adyacentes
El siguiente diagrama muestra a las localidades más próximas a Chitina.